# Route Royale-de-Beauté
La route Royale-de-Beauté est une voie située dans le 12e arrondissement de Paris, en France.

## Situation et accès
La route relie la route du lac de Saint-Mandé au  Rond-point de la Pyramide.
Elle fait partie du circuit cycliste du polygone de Vincennes entre le Rond-Point Dauphine et le Rond-point de la Pyramide.

## Origine du nom

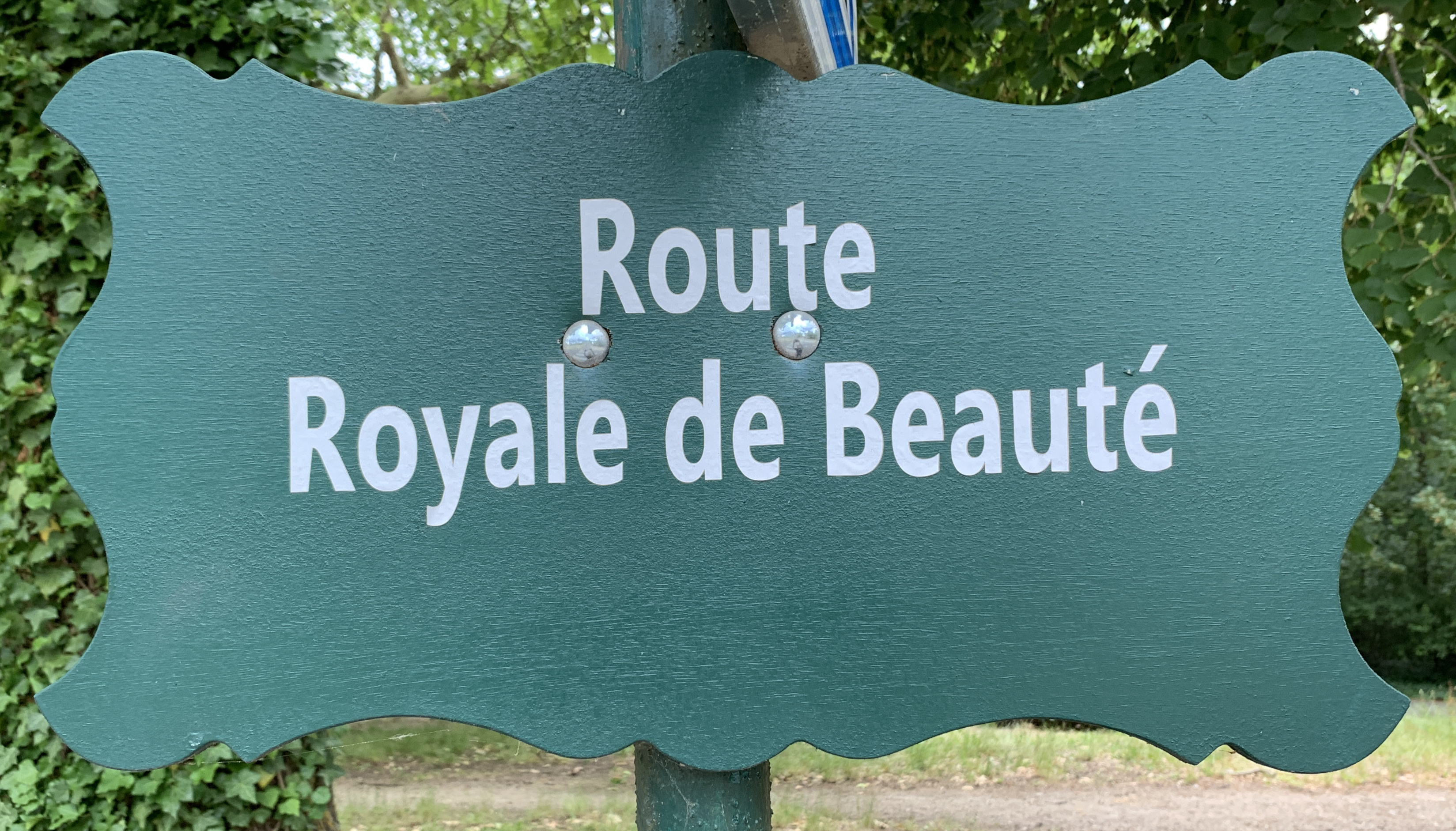
Plaque de la route.

La route est ainsi dénommée car elle était une partie de l'ancienne « route royale du fond de Beauté » qui conduisait au parc de Beauté établi à l'emplacement de l'ancien château de Beauté à Nogent-sur-Marne.

## Historique
La route royale  du fond de Beauté était une allée du réseau aménagé sur un projet de Robert de Cotte lors de la replantation du bois de Vincennes en 1731. Cette route reliait en ligne droite la porte de Saint-Mandé (ouverture dans l'enceinte du bois de Vincennes qui était située à proximité de l'emplacement de l'actuelle avenue de Pelouse à Saint-Mandé) au parc de Beauté. Elle a disparu lors de l'extension du domaine militaire dans la partie centrale du bois décidée par Napoléon III.
La route a été en partie recréée après le départ de l'armée du bois de Vincennes à la suite d'une convention signée en 1947 entre le ministère des Armées et la Ville de Paris et la démolition des constructions établies à son emplacement jusque dans les années 1970.